# Aranjarea meciurilor
În sporturile organizate, aranjarea meciurilor este actul de a juca sau oficia o competiție cu intenția de a obține un rezultat predeterminat, încălcând regulile jocului și adesea legea. Există multe motive pentru care aranjarea meciurilor ar putea avea loc, inclusiv primirea de mită de la casele de pariuri sau pariorii sportivi și șantajul. Concurenții pot, de asemenea, să aibă performanțe slabe în mod intenționat pentru a obține un avantaj viitor, cum ar fi o alegere mai bună a draftului sau pentru a se confrunta cu un adversar mai ușor de învins într-o rundă ulterioară a competiției. Un jucător ar putea, de asemenea, să joace slab pentru a aranja un sistem de handicap.
Aranjarea meciurilor, atunci când este motivată de jocuri de noroc, necesită contacte (și, în mod normal, transferuri de bani) între jucători, jucători, oficiali ai echipei și / sau arbitri. Aceste contacte și transferuri pot fi uneori descoperite și pot duce la urmărirea penală prin lege sau liga (ligile) sportivă(e). În schimb, pierderea pentru avantajul viitor este internă echipei și foarte dificil de dovedit.